# Aedes geminus
Aedes geminus é um espécie de mosquito do Género Aedes, pertencente à família Culicidae.